# Ада Леверсон
Ада Леверсон (англ. Ada Leverson) — британська письменниця. Насамперед відома завдяки своїй дружбі з Оскаром Вайлдом та як письменниця Fin de siècle.

## Біографія
Леверсон народилася у єврейській сім'і. Її батько, Генрі Беддінґтон, працював як купець вовни, а матір звали Цілла.
Мала вісім молодших братів і сестер (одна дитина померла в дитячі роки). Її братів та сестер звали Евелін, Джордж, Чарльз, Сибіл, Френк, Артур та Віолет. Сибіл, яка зводом вийшла заміж за Девіда Селіґмана, мала короткий роман з Джакомо Пуччіні, підтримуючи з ним дружні стосунки протягом багатьох років. Віолет (1874—1962) відхилила пропозицію одруження з композитором Артуром Салліваном і вийшла заміж за Стівена Гадсона, британського письменника.
У дев'ятнадцятирічному віці Ада без згоди батьків вийшла заміж за Ернеста Леверсона (1852—1921). Вони розійшлись, коли 1905 року Ернест переїхав у Канаду. Припускається, що її трилогія — «The Little Ottleys» — частково написана на основі її власного шлюбу. Її донька та біограф, Віолет Леверсон, одружилася з Ґаєм Персі Віндгамом у 1923 році, ставши його другою дружиною. Її онук Френсіс Віндгам став письменником та писав коротку прозу і романи. Серед її родичів також актор Деррел Фанкорт та актор-письменник Брендон Томас.

## Кар'єра
Леверсон розпочала свою письменницьку карєру у 1890-х, як дописувачка до таких видань як «Black and White», «Punch», «The Yellow Book», «St. Stephen's Review», «Saturday Review» та «Referee». Вона також працювала як критик драматичних творів, але не відомо що і коли саме вона написала. Більшість її критичних творів важко визначити через те, що вона писала анонімно, оскільки часто вона дружила з людьми, яких критикувала та пародіювала.
Вона стала відомою завдяки своєму почуттю гумору; її твори часто порівнювалися з творчістю Макса Бірбама та Сакі.
Ада була близькою подругою Оскара Вайлда, який називав її Сфінксом. Вона також дружила з письменниками Максом Бірбомом та Джорджем Муром. Англійський письменник Сешеверелл Сітвел присвятив їй одну зі своїх поетичних збірок.
Після публікації твору «Кохання з другого погляду» (англ. Love at Second Sight), Леверсон перестала писати художню літературу. Вона працювала все над меншими проєктами, зокрема написала передмову до «З ким тобі слід одружитись» (англ. Whom You Should Marry), книги про астрологію.

### Дружба з Вайлдом
Дружба Леверсон з Оскаром Вайлдом допомогла розквітнути її кар'єрі. Між їхніми особистісними стосунками та творчою співпрацею не було жодного поділу. Їхні твори мали багато стилістичних розбіжностей (Леверсон більше цікавилась людською природою), але водночас вони мали багато спільного, зокрема вони мали схожу культурну освіту, любили розмовляти та фантазувати. Вони швидко стали вірними друзями.
Міцність їхньої дружби пройшла перевірку 1895 року, коли йшов судовий процес проти Оскара Вайлда за «сороміцьку непристойність». Леверсон та її чоловік запросили Вайлда залишитись у їхній дитячій кімнаті, оскільки жоден готель не хотів приймати його. Два роки по тому, коли Вайлд вийшов з в'язниці, 19 травня 1897 року, Леверсон та її чоловік були частиною тої невеликої групи друзів, які зустрілися з письменником у будинку Стюарта Гедлама. Побачивши її Вайлд зробив таке спостереження: «Сфінксе, як чудовим є те, що ти знаєш який саме капелюшок одягнути о сьомій годині ранку, щоб зустріти друга, якого давно не бачила». Пізніше того дня Вайлд поїхав до Франції та вже звідти написав їй листа.
20 травня 1897, Готель «Сендвіч», Дьєпп.

Дорога Сфінкс,
Я був зачарований побачити тебе вчора зранку і мушу написати декілька рядків, щоб сказати наскільки мило і люб'язно було з твого боку бути серед перших, хто зустрів мене. Коли я думаю, що Сфінкси є улюбленцями місяця і те, що ти прокинулася рано перед світанком, мене наповнює радість і здуміння.

Я часто думав про тебе у довгі темні дні та ночі мого в'язничного життя, і нічого дивного, що коли я зустрів тебе, ти була як завжди чарівною та милою. Краса завжди краса.
Хоча 1898 року Ада ще раз навідалася до Оскара у Парижі, їхня дружба продовжилася завдяки телеграмам та листам аж до його смерті у 1900. Чарльз Беркгарт вважає, що останнє видання Леверсон — «Листи до Сфінкса від Оскара Вайлда, зі спогадами автора» — не може бути більш підхожим для вшанування пам'яті друга, який мав вплив на її творчу кар'єру.

## Зображення у фільмах
- У фільмі 1960 року «Судові процеси Оскара Вайлда» Аду зіграла англійська акторка Максін Одлі.
- У фільмі 1997 року під назвою «Вайлд» її зіграла Зої Вонамейкер.